# Jacek Bryndal

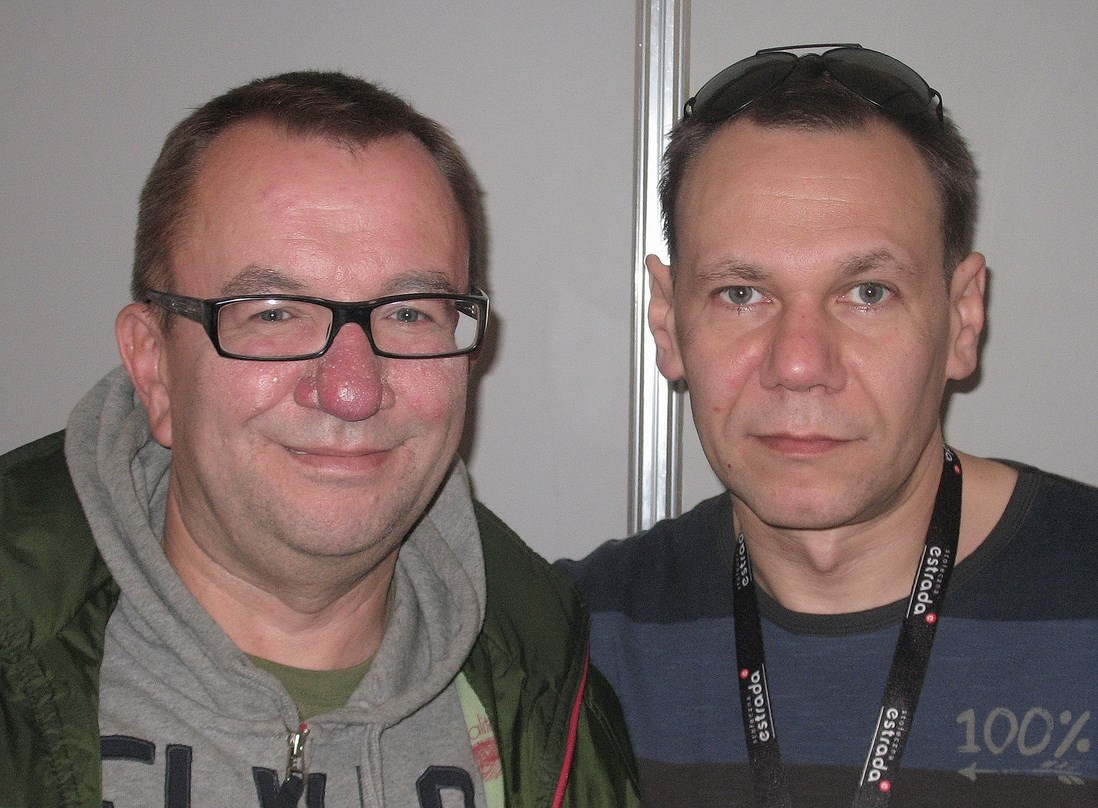
Rafał Bryndal (po lewej) wraz z bratem Jackiem (2009 r.)

Jacek Łukasz Bryndal (ur. 7 stycznia 1965) – polski wokalista i gitarzysta, lider zespołu Atrakcyjny Kazimierz, oraz basista zespołu Kobranocka.
Jego starszy brat Rafał jest dziennikarzem i satyrykiem,  młodszy Michał perkusistą, a najmłodszy Jakub jest realizatorem dźwięku.

## Dyskografia

### Kobranocka
- 1987 Sztuka jest skarpetką kulawego
- 1990 Kwiaty na żywopłocie
- 1992 Ku nieboskłonom
- 2001 O miłości i wolności
- 2002 Koncert
- 2006 Sterowany jest ten świat
- 2010 SPOX!